# بهلوال
بهلوال (به انگلیسی: Bhalwal) یک شهر در پاکستان است که در ناحیه سرگودها واقع شده‌است.